# 얌보 레코드
얌보 레코드(Yambo Records)는 미국의 음반사이다. 1960년 윌리 딕슨이 설립하였다.

## 디스코그래피
- 1971년: 윌리 딕슨 (Willie Dixon's Peace?)